# Юттенайм (об'єднання муніципалітетів Пеї-д'Ерстен)
Юттена́йм (фр. Uttenheim) — муніципалітет у Франції, у регіоні Гранд-Ест, департамент Нижній Рейн. Населення — 572 особи (01.01.2021).
Муніципалітет розташований на відстані близько 390 км на схід від Парижа, 23 км на південний захід від Страсбура.

## Назва
У департаменті Нижній Рейн є два муніципалітети, назви яких передаються українською як Юттенайм: Uttenheim та Huttenheim. Обидва муніципалітети знаходяться в окрузі Селеста-Ерстен та кантоні Ерстен, але входять до різних об'єднань муніципалітетів: Uttenheim належить до Пеї-д'Ерстен (фр. Pays d'Erstein), а Huttenheim — до об'єднання «Бенфельд і околиці» (фр. Benfeld et environs).

## Історія
До 2015 року муніципалітет перебував у складі регіону Ельзас. Від 1 січня 2016 року належить до нового об'єднаного регіону Гранд-Ест.

## Демографія
Динаміка населення (INSEE ):
Розподіл населення за віком та статтю (2006):
| Стать | Всього | До 15 років | 15-24 | 25-44 | 45-64 | 65-85 | Понад 85 |
| --- | ------ | ----------- | ----- | ----- | ----- | ----- | -------- |
| Чоловіки | 280    | 40          | 32    | 76    | 100   | 24    | 8        |
| Жінки | 292    | 80          | 12    | 68    | 72    | 60    | 0        |
| \| Статево-вікова піраміда \| Статево-вікова піраміда \| Статево-вікова піраміда \| \| ----------------------- \| ----------------------- \| ----------------------- \| \| Чоловіки \| Вік \| Жінки \| \| 8 \| 85 + \| 0 \| \| 0 \| 80-84 \| 8 \| \| 4 \| 75-79 \| 20 \| \| 12 \| 70-74 \| 16 \| \| 8 \| 65-69 \| 16 \| \| 4 \| 60-64 \| 0 \| \| 32 \| 55-59 \| 12 \| \| 44 \| 50-54 \| 24 \| \| 20 \| 45-49 \| 36 \| \| 20 \| 40-44 \| 24 \| \| 40 \| 35-39 \| 32 \| \| 8 \| 30-34 \| 8 \| \| 8 \| 25-29 \| 4 \| \| 20 \| 20-24 \| 12 \| \| 12 \| 15-20 \| 0 \| \| 12 \| 10-14 \| 40 \| \| 20 \| 5-9 \| 16 \| \| 8 \| 0-4 \| 24 \| |        |             |       |       |       |       |          |
| Статево-вікова піраміда |        |             |       |       |       |       |          |
| Чоловіки | Вік    | Жінки       |       |       |       |       |          |
| 8 | 85 +   | 0           |       |       |       |       |          |
| 0 | 80-84  | 8           |       |       |       |       |          |
| 4 | 75-79  | 20          |       |       |       |       |          |
| 12 | 70-74  | 16          |       |       |       |       |          |
| 8 | 65-69  | 16          |       |       |       |       |          |
| 4 | 60-64  | 0           |       |       |       |       |          |
| 32 | 55-59  | 12          |       |       |       |       |          |
| 44 | 50-54  | 24          |       |       |       |       |          |
| 20 | 45-49  | 36          |       |       |       |       |          |
| 20 | 40-44  | 24          |       |       |       |       |          |
| 40 | 35-39  | 32          |       |       |       |       |          |
| 8 | 30-34  | 8           |       |       |       |       |          |
| 8 | 25-29  | 4           |       |       |       |       |          |
| 20 | 20-24  | 12          |       |       |       |       |          |
| 12 | 15-20  | 0           |       |       |       |       |          |
| 12 | 10-14  | 40          |       |       |       |       |          |
| 20 | 5-9    | 16          |       |       |       |       |          |
| 8 | 0-4    | 24          |       |       |       |       |          |

## Економіка
2010 року серед 407 осіб працездатного віку (15—64 років) 329 були активними, 78 — неактивними (показник активності 80,8%, у 1999 році було 76,7%). З 329 активних мешканців працювали 304 особи (155 чоловіків та 149 жінок), безробітними було 25 (13 чоловіків та 12 жінок). Серед 78 неактивних 27 осіб було учнями чи студентами, 36 — пенсіонерами, 15 були неактивними з інших причин.

У 2010 році в муніципалітеті числилось 208 оподаткованих домогосподарств, у яких проживали 573,5 особи, медіана доходів виносила 22 384 євро на одного особоспоживача